# Roman Adamov
Roman Stanislavovič Adamov (in russo Роман Станиславович Адамов?; Belaja Kalitva, 21 giugno 1982) è un ex calciatore russo, di ruolo attaccante.

## Carriera

### Club
Ha iniziato la carriera in Ucraina, allo Šakhtar. Resta per due stagioni, prima di trasferirsi al Rostov, in Russia, dove ha raggiunto la finale di Coppa di Russia, anche se la sua squadra è stata sconfitta per 1 a 0 dallo Spartak Mosca.
Nel 2005 è stato acquistato dal Terek Groznyj, dove è rimasto per una sola stagione. Si è infatti trasferito a Mosca, nell'FC Mosca, dove nel 2007 è riuscito a vincere la classifica marcatori.
Nell'estate del 2008, durante l'Europeo, è passato al Rubin, con cui vince il primo campionato russo nella storia del club.

### Nazionale
Ha debuttato in Nazionale nel corso del 2008, ma è riuscito ad imporsi agli occhi del CT Guus Hiddink, che per gli Europei 2008, lo ha preferito a Keržakov.

## Statistiche

### Cronologia presenze e reti in Nazionale
| Cronologia completa delle presenze e delle reti in nazionale ― Russia | Cronologia completa delle presenze e delle reti in nazionale ― Russia | Cronologia completa delle presenze e delle reti in nazionale ― Russia | Cronologia completa delle presenze e delle reti in nazionale ― Russia | Cronologia completa delle presenze e delle reti in nazionale ― Russia | Cronologia completa delle presenze e delle reti in nazionale ― Russia | Cronologia completa delle presenze e delle reti in nazionale ― Russia | Cronologia completa delle presenze e delle reti in nazionale ― Russia |
| Data                                                                  | Città                                                                 | In casa                                                               | Risultato                                                             | Ospiti                                                                | Competizione                                                          | Reti                                                                  | Note                                                                  |
| --------------------------------------------------------------------- | --------------------------------------------------------------------- | --------------------------------------------------------------------- | --------------------------------------------------------------------- | --------------------------------------------------------------------- | --------------------------------------------------------------------- | --------------------------------------------------------------------- | --------------------------------------------------------------------- |
| 26-3-2008                                                             | Bucarest                                                              | Romania                                                               | 3 – 0                                                                 | Russia                                                                | Amichevole                                                            | -                                                                     | 60’                                                                   |
| 4-6-2008                                                              | Burghausen                                                            | Lituania                                                              | 1 – 4                                                                 | Russia                                                                | Amichevole                                                            | -                                                                     | 46’                                                                   |
| 10-6-2008                                                             | Innsbruck                                                             | Spagna                                                                | 4 – 1                                                                 | Russia                                                                | Euro 2008 - 1º turno                                                  | -                                                                     | 70’                                                                   |
| Totale                                                                |                                                                       | Presenze                                                              | 3                                                                     |                                                                       | Reti                                                                  | 0                                                                     |                                                                       |

## Palmarès

### Club
- Campionato russo: 1

Rubin Kazan': 2008

### Individuale
- Capocannoniere della Prem'er-Liga: 1

2007 (14 gol, a pari merito con Pavljučenko)